# Gornja Vlahinićka
Gornja Vlahinička falu Horvátországban, Sziszek-Monoszló megyében. Közigazgatásilag Velika Ludinához tartozik.

## Fekvése
Sziszek városától légvonalban 24, közúton 30 km-re északkeletre, községközpontjától 5 km-re keletre, Velika Ludina és Moslavačka Slatina között fekszik.

## Története
A település nevét arról a vlach népességről kapta, mely a 16. században a török hódítás idején a megszállókkal együtt telepedett meg a vidéken. A község falvaihoz hasonlóan fejlődése Mária Terézia uralkodása idején gyorsult fel. 1773-ban az első katonai felmérés térképén „Dorf Gorni Vlahinichka” alakban szerepel. A 19. század elején rövid ideig francia uralom alá került, majd ismét a Habsburg Birodalom része lett.
A falunak 1857-ben 134, 1910-ben 488 lakosa volt. Belovár-Kőrös vármegye Krizsi, majd Kutenyai járásához tartozott. 1918-ban az új szerb-horvát-szlovén állam, majd később Jugoszlávia része lett. A II. világháború idején a Független Horvát Állam része volt. A háború után a béke időszaka köszöntött a településre, enyhült a szegénység és sok ember talált munkát a közeli városokban. A falu 1991. június 25-én a független Horvátország része lett. 1993-ban Sziszek-Monoszló megyén belül megalakult Velika Ludina község, melyhez a falu is tartozik. 2011-ben 271 lakosa volt.

## Népesség
| Lakosság változása | Lakosság változása | Lakosság változása | Lakosság változása | Lakosság változása | Lakosság változása | Lakosság változása | Lakosság változása | Lakosság változása | Lakosság változása | Lakosság változása | Lakosság változása | Lakosság változása | Lakosság változása | Lakosság változása | Lakosság változása |
| ------------------ | ------------------ | ------------------ | ------------------ | ------------------ | ------------------ | ------------------ | ------------------ | ------------------ | ------------------ | ------------------ | ------------------ | ------------------ | ------------------ | ------------------ | ------------------ |
| 1857               | 1869               | 1880               | 1890               | 1900               | 1910               | 1921               | 1931               | 1948               | 1953               | 1961               | 1971               | 1981               | 1991               | 2001               | 2011               |
| 134                | 140                | 188                | 223                | 315                | 488                | 543                | 677                | 696                | 664                | 562                | 444                | 358                | 306                | 327                | 271                |

## Nevezetességei
A Szentháromság tiszteletére szentelt római katolikus kápolnája.

## Kultúra és oktatás
A településen alapiskola és közösségi ház működik.